# Stazione di Santo Stefano Udinese
Stazione di Santo Stefano Udinese vasútállomás Olaszországban, Santa Maria la Longa településen.

## Vasútvonalak
Az állomást az alábbi vasútvonalak érintik:
- Udine-Cervignano-vasútvonal

## Kapcsolódó állomások
A vasútállomáshoz az alábbi állomások vannak a legközelebb:
- Stazione di Risano
- Stazione di Santa Maria la Longa